# Liste der polnischen Nobelpreisträger
Angeregt von Bertha von Suttner wird seit 1901 aus den Stiftungsgeldern des schwedischen Chemikers und Industriellen Alfred Nobel (1833–1896) der Nobelpreis finanziert. Folgende Polen erhielten die Auszeichnung:

## Friedensnobelpreis
- Lech Wałęsa 1983
- Józef Rotblat (UK/PL) 1995

## Nobelpreis für Literatur
- Henryk Sienkiewicz 1905
- Władysław Reymont 1924
- Isaac Bashevis Singer (USA/PL) 1978
- Czesław Miłosz 1980
- Wisława Szymborska 1996
- Olga Tokarczuk 2018

## Nobelpreis für Chemie
- Marie Curie (FR/PL) 1911
- Roald Hoffmann (USA/PL) 1981

## Nobelpreis für Physik
- Marie Curie (FR/PL) 1903
- Georges Charpak (FR/PL) 1992

## Nobelpreis für Physiologie oder Medizin
- Andrzej Wiktor Schally (USA/PL) 1977

## Nobelpreis für Wirtschaftswissenschaften
- Leonid Hurwicz (USA/PL) 2007